# Rund um Berlin
Ne doit pas être confondu avec Tour de télévision de Berlin ou Tour de Berlin.
Le  Rund um Berlin est une course cycliste d'un jour disputée dans le Land de Berlin, en Allemagne. L'épreuve est l'une des plus anciennes courses cyclistes en Allemagne jusqu'à sa disparation en 2008. Durant plusieurs années, elle était disputée sur deux courses : une pour les amateurs et une pour les professionnels. Bien qu'elle ait été une des plus anciennes courses dans le monde, son importance reste simplement limitée à l'Allemagne. Généralement courue uniquement par des coureurs allemands, elle est gagnée à seulement trois reprises par un étranger. 
La course ne doit pas être confondue avec le Tour de Berlin, une course par étapes créée en 1953.

## Palmarès

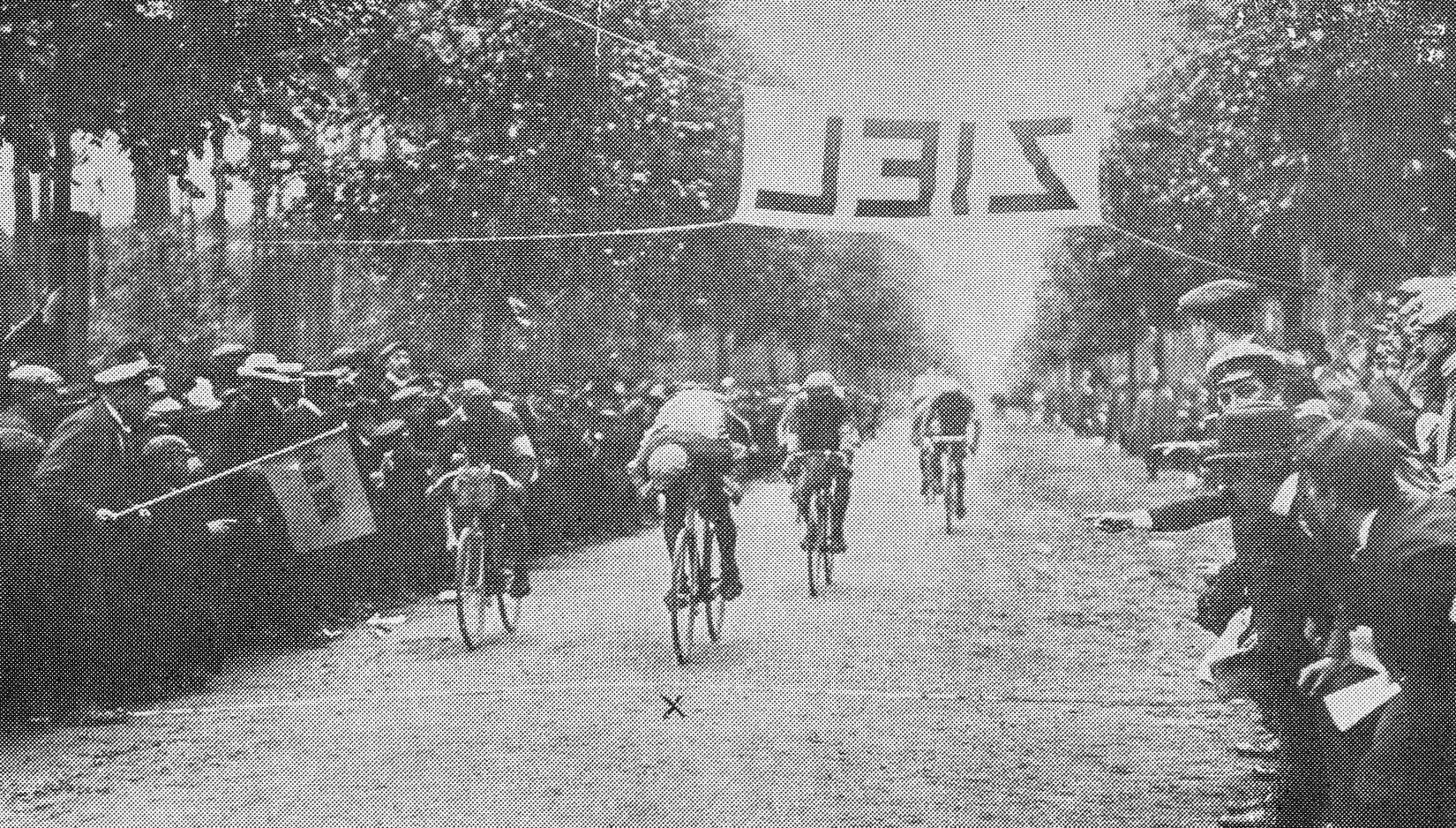
Rund um Berlin 1912, avec de gauche à droite : Rudolf Kotsch, Erich Aberger et Franz Suter.

| - 1896 : Gunther Gräben - 1897 : Gunther Gräben - 1902 : Otto Goetzke - 1903 : Otto Goetzke - 1904 : Franz Scholz - 1905 : Adolf Böhm - 1906 : Otto Goetzke - 1907 : Max Faustmann - 1908 : Adolf Böhm - 1909 : Jakob Meck (P) - 1909 : Gustav Schulze (A) - 1910 : Karl Saldow (P) - 1910 : Karl Erdmann (A) - 1911 : Adolf Huschke (P) - 1911 : Karl Hädicke (A) - 1912 : Erich Aberger (P) - 1912 : Fritz Brenne (A) - 1913 : Ernst Franz (P) - 1913 : Paul Kohl (A) - 1914 : Non-disputé - 1915 : Karl Wittig (P) - 1915 : Otto Timm (A) - 1916-1918 : Non-disputé - 1919 : Paul Koch (P) - 1919 : Fritz Schrefeld (A) - 1920 : Paul Koch - 1921 : Erich Aberger (P) - 1921 : Albert Dobbrack (A) - 1922 : Richard Schenkel (P) - 1922 : Paul Kroll (A) - 1923 : Erich Aberger (P) - 1923 : Erich Möller (A) - 1924 : Paul Kohl (P) - 1924 : Walter Wenzlaff (A) - 1925 : Oskar Tietz (P) - 1925 : Max Kohl (A) - 1926 : Siegfried Schütze - 1927 : Bruno Wolke - 1928 : Walter Hoffmann | - 1929 : Rudolf Risch - 1930 : Walter Merkan - 1931 : Willy Kutschbach - 1932 : Walter Bartholomäus - 1933 : Emil Kijewski - 1934 : Kurt Stöpel (P) - 1934 : Karl Wierz (A) - 1935 : Bruno Roth (P) - 1935 : Berthold Böhm (A) - 1936 : Fritz Ruland - 1937 : Emil Kijewski (P) - 1937 : Herbert Schmidt (A) - 1938 : Bruno Gerber - 1939 : Bruno Gerber - 1940 : Walter Liebl - 1941 : Harry Saager - 1942 : Harry Saager - 1943-1945 : disputée entre 1944 et 1945 avec la participation de Harry Saager; Anger et Werner Bunzel - 1946 : Karl Wiemer - 1947 : Hans Preiskeit (P) - 1947 : Gerhard Stubbe (A) - 1948 : Heinrich Schultenjohann (P) - 1948 : Werner Gräbner (A) - 1949 : Reinhold Steinhilb (P) - 1949 : Max Bartoskiewicz (A) - 1950 : Bernhard Trefflich - 1951 : Gustav-Adolf Schur - 1952 : Rudi Kirchhoff - 1953 : Erich Schulz - 1954 : Rudi Kirchhoff - 1955 : Konrad Claus - 1956 : Rudi Kirchhoff - 1957 : Louis Legros - 1958 : Rudi Kirchhoff - 1959 : Klaus Ampler - 1960 : Klaus Ampler - 1961 : Manfred Weißleder - 1962 : Lothar Höhne - 1963 : Lothar Höhne | - 1964 : Klaus Ampler - 1965 : Klaus Ampler - 1966 : Dieter Grabe - 1967 : Günther Liebold - 1968 : Lothar Appler - 1969 : Klaus Ampler - 1970 : Dieter Grabe - 1971 : Michael Milde - 1972 : Michael Schiffner - 1973 : Michael Schiffner - 1974 : Wolfgang Lötzsch - 1975 : Eberhard Sanftleben - 1976 : André Van den Steen - 1977 : Hans-Joachim Hartnick - 1978 : Detlef Bönisch - 1979 : Hans-Joachim Schippel - 1980 : Jörg Köhler - 1981 : Bodo Straubel - 1982 : Nikolai Krivoscheiev - 1983 : Wolfgang Lötzsch - 1984 : Bodo Straubel - 1985 : Frank Karraß - 1986 : Uwe Raab - 1987 : Olaf Ludwig - 1988 : Alexander Lopanov - 1989 : Uwe Stoltze - 1990 : Olaf Merkel - 1991 : Frank Augustin - 1992 : Frank Augustin - 1993 : Jan Schaffrath - 1994 : Martin Müller - 1995 : Hagen Bernutz - 1996 : Frank Augustin - 1997 : Erik Zabel - 1998 : Jan Ullrich - 1999 : Lutz Lehmann - 2000 : Steffen Radochla - 2001-2007 : Non-disputé - 2008 : Robert Bartko |

- Légende : (A) vainqueur de l'épreuve amateur ; (P) vainqueur de l'épreuve professionnelle